# Wolfenstein 3D
A Wolfenstein 3D belső nézetű, lövöldözős játék, amelyet az id Software fejlesztett és az Apogee Software kiadásában jelent meg. 1992. május 5-én jelent meg DOS operációs rendszerre. A játékot a Muse Software 1980-as években megjelent programjai, a Castle Wolfenstein és a Beyond Castle Wolfenstein inspirálták. A Wolfenstein 3D shareware változatban is megjelent, így széles körben elterjedtté vált. Kezdetben csak PC platformon volt elérhető, később azonban számos más platformra elkészítették a játékot.
A shareware verzió egy epizódot tartalmaz, ami 10 szintet foglal magában. A teljes változatban ezen felül még két epizód kapott helyet. Később a The Nocturnal Missions című kiegészítővel újabb három epizóddal bővült a játék. A játék a második világháború idején játszódik, főhőse pedig William "B.J." Blazkowicz, egy szövetségesek oldalán álló kém, aki a Wolfenstein kastélyból próbál elmenekülni, majd ezen első epizódot követően pedig a nácik terveit igyekszik meghiúsítani.
A Wolfenstein 3D a kritikusok és a közönség körében egyaránt nagy siker aratott és nagyban hozzájárult az FPS műfaj PC-n való elterjedésében, lefektetve ezen szoftverek számára a játékmenetbeli alapokat.

## A játék motorja
A játéknak egy saját motorja van, ami .WL6 formátumban tárolja el az adatokat. A játék motorját John Carmack tervezte, akinek több játék motort is köszönhetünk.
A játék programozásilag nézve valójában nem 3d-s, mivel nincsenek szintkülönbségek, illetve egy emeletet sem lehet a másikra építeni, és még nem volt padló és plafontextúra. Játékmenetileg viszont 3d-nek hat. A játékban minden faltextúrának 2 fajtája van: egy megvilágított, illetve árnyékosabb.
Az ellenségek animációi is hiányosak néha, például ezt a főgonoszoknál lehet jobban megfigyelni, hogy csak előre mozgó animációjuk van, ettől függetlenül tudnak bármilyen irányba menni, illetve a Mac-es verzióban mindegyik ellenfélnek csak az előre mozgó animációja készült el (minden bizonnyal több animáció lelassította volna a képet a szebb kidolgozású grafika kárára).
A játék motorját több konzolra is portolták. A leghíresebb port a SNES verzió, ahol kicenzúrázták a nácikra utaló jelképeket, illetve Hitler bajszát is eltüntették.
A Doomhoz hasonlóan ezt a játékmotort is lehetett szerkeszteni, viszont pályát szerkeszteni nehezebb, mivel ha sok ellenséget helyezünk a pályára az kiakasztja a játékot, és kidob a DOS-ba.